# Cantón Guamote
Cantón Guamote är en kanton i Ecuador.   Den ligger i provinsen Chimborazo, i den centrala delen av landet, 190 km söder om huvudstaden Quito.